# Óxido de titanio

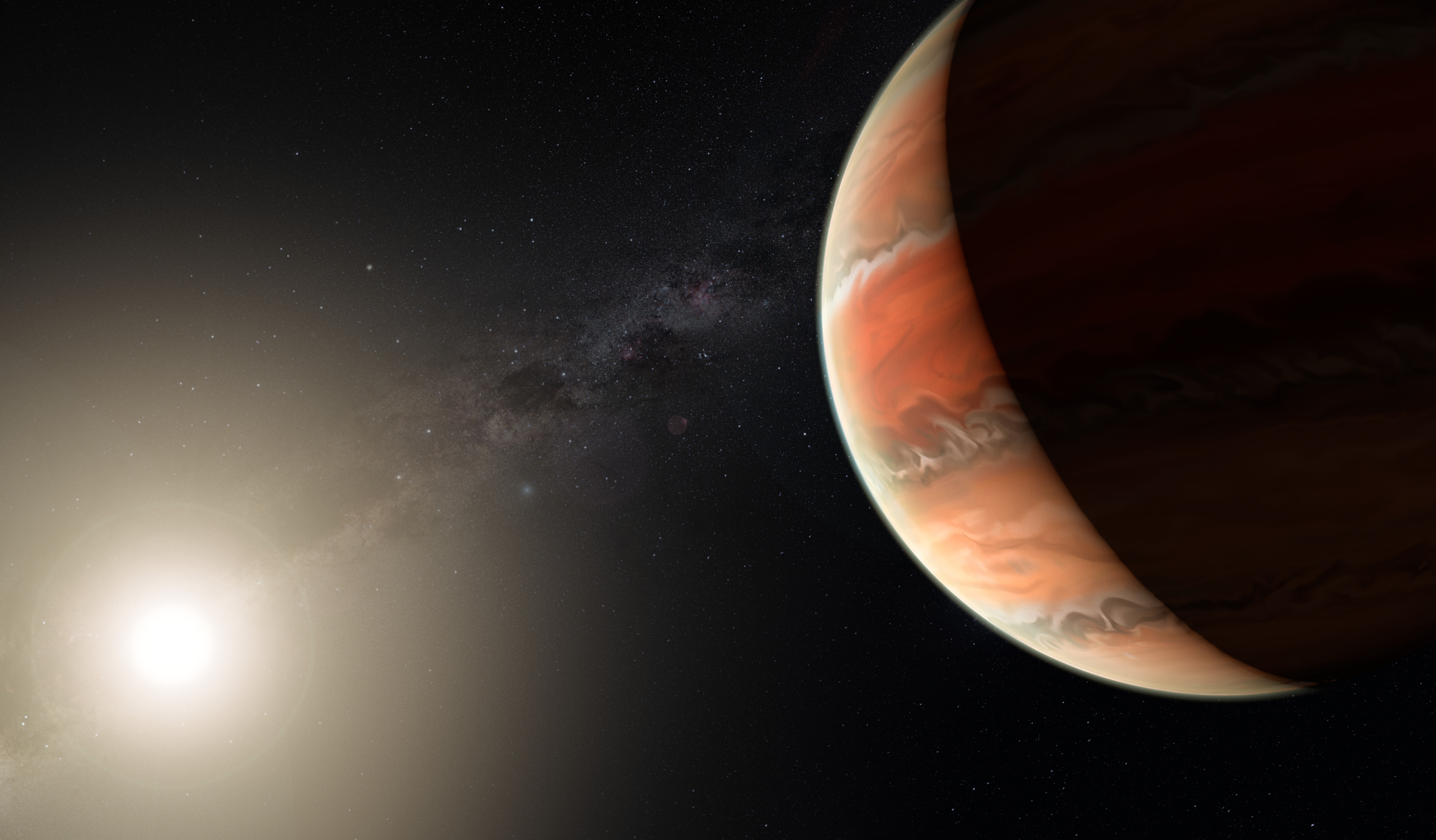
Impresión artística de la exoplaneta WASP-19b, en la que los astrónomos de la atmósfera detectaron óxido de titanio.

Los compuestos químicos de titanio y oxígeno se llaman óxidos de titanio, donde el oxígeno tiene el número de oxidación (II) y los compuestos de este tipo se llaman óxidos . El titanio forma una gran serie de óxidos diferentes, de los cuales el óxido de titanio (IV) (dióxido de titanio, TiO 2 ) es el más importante. Aparte de este óxido polimórfico, hay una serie de subóxidos no estequiométricos de titanio, las llamadas fases de Magnéli Ti n O 2n-1 (4 ≤ n ≤ 10), así como el óxido de titanio (III) (Ti 2 O). 3 ) y óxido de titanio (II) (TiO). 

## Óxidos de titanio reducidos
Un óxido de titanio reducido común es el TiO, también conocido como monóxido de titanio. Se puede preparar a partir de dióxido de titanio y metal de titanio a 1500 °C.
Ti 3 O 5, Ti 4 O 7 y Ti 5 O 9 son óxidos no estequiométricos. Estos compuestos se forman normalmente a altas temperaturas en presencia de exceso de oxígeno. Como resultado, presentan propiedades estructurales y electrónicas únicas, por lo que se utilizan entre otras aplicaciones en elementos calefactores y se han estudiado por su potencial uso en diversas aplicaciones, como sensores de gas, baterías de iones de litio y fotocatálisis.

## Tipo[4]
- El Ti3O (TiO0,33) está presente en una estructura en capas que está estrechamente relacionada con el yoduro antibismuto (III) .  Propietario del Raumgruppe P312.
- Ti 2 O (TiO 0,5 ) es un sólido gris metálico conocido como hemióxido de titanio.[5]  Cristaliza en el tipo de yoduro trigonal anticadmio (II) ( politipo 2H).
- El TiO existe en el rango de Ti 0,64 O hasta Ti 1,26 O. son unos polvos eléctricamente conductores de color amarillo dorado con una estructura de cristal tipo cloruro sódico .[5] En el rango por debajo de TiO 0,75 pueden ser otro compuesto diferente con una estructura cristalina de tipo nitruro de tantal.[6]
- El TiO 2 es un sólido blanco que se presenta de forma natural en forma de las modificaciones anatasa, akaogita, brookita, rutilo y riesita . Aparte de éstos, se conocen otras modalidades producidas sintéticamente.
- Ti 2 O 3 (TiO 1,5 ) son unos polvos de color púrpura oscuro con un isotipo de estructura cristalina trigonal a la del corindón con el grupo espacial R. Existe en el rango de TiO 1,49 hasta TiO ,51 .[5] En la naturaleza, el compuesto se conoce como el mineral tistarita .
- Ti 3 O 5 (TiO 1,66 ) se conoce como un sólido azul oscuro llamado anosowita y como una formación mineral natural llamada kaitianita (más precisamente Ti 3+ 2 Ti 4+ O 5 ). El compuesto tiene una estructura cristalina monoclínica con el grupo espacial C2/c (Núm. 15) Raumgruppe / 15. a temperatura ambiente.  La variante de alta temperatura desde 120 °C tiene una estructura de cristal ortorrómbico del tipo pseudobrookita .[5] Hasta una temperatura de 175 °C el compuesto es un semiconductor, por encima de la cual se convierte en conductor metálico.[6]
- Desde Ti4O7 hasta Ti10O19 (TiO1,75-TiO1,90) se conocen como fases de Andersson-Magneli y cristalizan en el sistema cristalino triclínico con el A1 (Número 1, posición 3).[5] En estos TiO 6 los octaedros se unen de forma compleja. Aparte de éstos, existe otra serie homóloga de estructuras de cizalla en el rango de TiO 1,94 hasta TiO 1,97 (16 ≤ n ≤ 36).[6]